# Crataegus desueta
Crataegus desueta är en rosväxtart som beskrevs av Charles Sprague Sargent. Crataegus desueta ingår i Hagtornssläktet som ingår i familjen rosväxter. Inga underarter finns listade i Catalogue of Life.